# Campionati del mondo di atletica leggera indoor 2014 - 3000 metri piani femminili
Ai campionati del mondo di atletica leggera indoor 2014 la specialità dei 3000 metri piani femminili si è disputata il 7 e il 9 marzo 2014.

## Podio
| Pos.    | Atleta             | Nazionalità | Tempo   |
| ------- | ------------------ | ----------- | ------- |
| Oro     | Genzebe Dibaba     | Etiopia     | 8'55"04 |
| Argento | Hellen Obiri       | Kenya       | 8'57"72 |
| Bronzo  | Maryam Yusuf Jamal | Bahrein     | 8'59"16 |

## Situazione pre-gara

### Record
Prima di questa competizione, il record del mondo (WR) e il record dei campionati (CR) erano i seguenti.
| Record                | Prestazione | Atleta                     | Data                      | Competizione                     |
| --------------------- | ----------- | -------------------------- | ------------------------- | -------------------------------- |
| Record mondiale       | 8'16"60     | Genzebe Dibaba Etiopia     | 6 febbraio 2014 Stoccolma |                                  |
| Record dei campionati | 8'33"82     | Elly van Hulst Paesi Bassi | 4 marzo 1989 Budapest     | Campionati del mondo indoor 1989 |

### Campioni in carica
Le campionesse in carica, a livello mondiale e continentale, erano:
| Campione | Atleta                  | Prestazione | Data                   | Competizione                     |
| -------- | ----------------------- | ----------- | ---------------------- | -------------------------------- |
| Mondiale | Hellen Obiri Kenya      | 8'37"16     | 11 marzo 2012 Istanbul | Campionati del mondo indoor 2012 |
| Europeo  | Sara Moreira Portogallo | 8'58"50     | 3 marzo 2013 Göteborg  | Campionati europei indoor 2013   |

### La stagione
Prima di questa gara, le atlete con le migliori tre prestazioni dell'anno erano:
| # | Atleta                 | Prestazione | Data                      |
| - | ---------------------- | ----------- | ------------------------- |
| 1 | Genzebe Dibaba Etiopia | 8'16"60     | 6 febbraio 2014 Stoccolma |
| 2 | Hellen Obiri Kenya     | 8'29"99     | 6 febbraio 2014 Stoccolma |
| 3 | Irene Jelagat Kenya    | 8'40"75     | 6 febbraio 2014 Stoccolma |

## Batterie
Le prime quattro atlete di ogni serie (Q) e i quattro tempi migliori tra le escluse (q) si qualificano alla finale.

### Batteria 1
| Pos. | Nome                 | Nazionalità         | Tempo   | Note |
| ---- | -------------------- | ------------------- | ------- | ---- |
| 1    | Genzebe Dibaba       | Etiopia             | 8'57"86 | Q    |
| 2    | Sifan Hassan         | Paesi Bassi         | 8'58"50 | Q    |
| 3    | Margherita Magnani   | Italia              | 8'58"51 | Q    |
| 4    | Shannon Rowbury      | Stati Uniti         | 8'58"85 | Q    |
| 5    | Irene Jelegat        | Kenya               | 8'58"97 | q    |
| 6    | Alia Saeed Mohammed  | Emirati Arabi Uniti | 9'00"35 | q    |
| 7    | Natalya Aristarkhova | Russia              | 9'09"37 |      |
| 8    | Lucy Van Dalen       | Nuova Zelanda       | 9'10"20 |      |

### Batteria 2
| Pos. | Nome               | Nazionalità         | Tempo   | Note |
| ---- | ------------------ | ------------------- | ------- | ---- |
| 1    | Maryam Yusuf Jamal | Bahrein             | 8'53"07 | Q    |
| 2    | Hellen Obiri       | Kenya               | 8'53"31 | Q    |
| 3    | Hiwot Ayalew       | Etiopia             | 8'53"70 | Q    |
| 4    | Renata Plis        | Polonia             | 8'57"80 | q    |
| 5    | Gabriele Grunewald | Stati Uniti         | 8'58"10 | q    |
| -    | Betlhem Desalegn   | Emirati Arabi Uniti | dq      |      |
| -    | Svitlana Shmidt    | Ucraina             | dq      |      |

## Finale
La finale si è svolta alle 16:50 del 9 marzo 2014.
| Pos.    | Nome                | Nazionalità         | Tempo   | Note |
| ------- | ------------------- | ------------------- | ------- | ---- |
| Oro     | Genzebe Dibaba      | Etiopia             | 8'55"04 |      |
| Argento | Hellen Obiri        | Kenya               | 8'57"72 |      |
| Bronzo  | Maryam Yusuf Jamal  | Bahrein             | 8'59"16 |      |
| 4       | Irene Jelegat       | Kenya               | 9'02"67 |      |
| 5       | Sifan Hassan        | Paesi Bassi         | 9'03"22 |      |
| 6       | Renata Plis         | Polonia             | 9'07"05 |      |
| 7       | Shannon Rowbury     | Stati Uniti         | 9'07"82 |      |
| 8       | Margherita Magnani  | Italia              | 9'10"13 |      |
| 9       | Gabriele Grunewald  | Stati Uniti         | 9'11"76 |      |
| 10      | Hiwot Ayalew        | Etiopia             | 9'12"51 |      |
| 11      | Alia Saeed Mohammed | Emirati Arabi Uniti | 9'21"23 |      |
| -       | Betlhem Desalegn    | Emirati Arabi Uniti | dq      |      |